# C'est écrit
Singles de Francis Cabrel
Sarbacane
(1989) Animal
(1990)
Clip vidéo
[vidéo] « Francis Cabrel - C'est écrit », sur YouTube
Pistes de Sarbacane
Animal
(1) Sarbacane
(3)
C'est écrit est une chanson française, de l'auteur-interprète Francis Cabrel. Elle est écrite par Roger Secco et Francis Cabrel sur une musique de Michel Françoise. Sorti en août 1989, c'est le deuxième single extrait de son septième album studio Sarbacane. 
En France, C'est écrit s'est classé dans le top 10 et a été certifié disque d'argent. Il s'agit d'un des plus importants succès de la carrière de Francis Cabrel, et de la chanson française.

## Paroles et composition

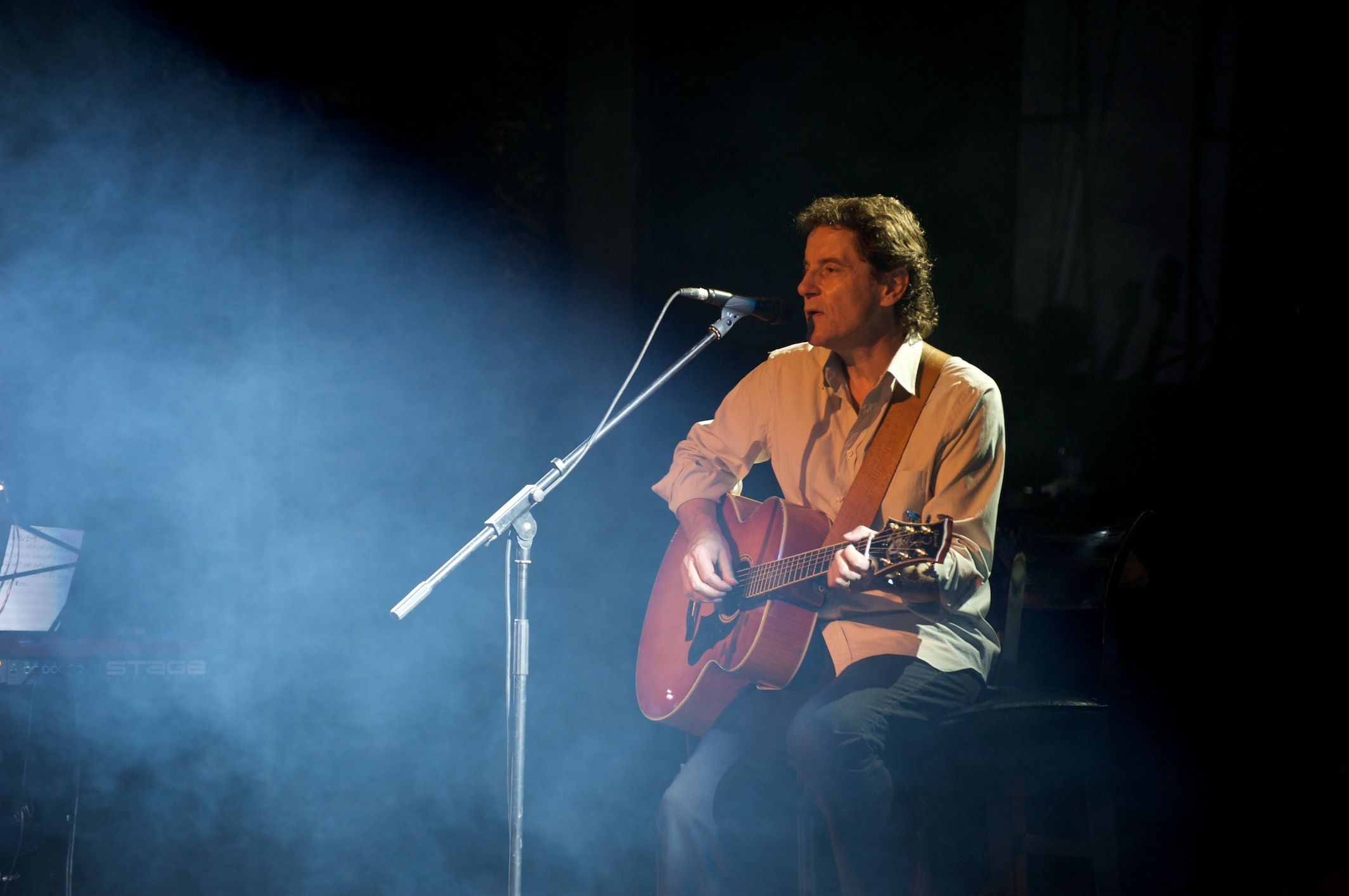
Francis Cabrel en 2009.

Dans l'ouvrage Cabrel, une vie en chanson (2020), Thomas Chaline explique que C'est écrit est composé de deux morceaux de paroles et de musique qui n'ont à l'origine aucun rapport, Francis Cabrel ayant décidé d'associer une œuvre de Roger Secco à une autre de Michel Françoise, deux de ses amis.
La chanson porte sur le thème des « femmes, des relations amoureuses, et du fatalisme », et plus spécifiquement de l'histoire d'amour d'un homme qui ne parvient pas à oublier la femme qu'il aime. Le titre « C'est écrit » indique qu'il ne pourra jamais surmonter ses sentiments, puisqu'ils résultent du destin. Elia Habib, un spécialiste des hit-parades, a estimé que les paroles de cette chanson « très personnelle » sont empreintes d'une « poésie colorée aux accents surréalistes ».

## Accueil commercial
En France, C'est écrit a débuté à la 38e place du Top 50 du 26 août 1989, est entré dans le top 10 cinq semaines plus tard où il est resté pendant six semaines avec un pic à la 6e place dans sa neuvième semaine, et est tombé du Top 50 après 17 semaines de présence. Il a obtenu un disque d'argent, décerné par le Syndicat national de l'édition phonographique, devenant ainsi le single ayant eu le plus de succès de l'album Sarbacane. 
Dans le classement Eurochart Hot 100, il a débuté à la 83e place le 30 septembre 1989, a atteint un pic à la 28e place lors de sa sixième semaine, et a disparu du classement après sa douzième semaine. Très diffusée à la radio, il a également été classé pendant 11 semaines dans le European Airplay Hot 100, avec un pic à la 15e place lors de sa huitième semaine, le 4 novembre 1989, et a été numéro un dans le classement des chansons les plus diffusées sur les radios FM en France.

## Liste des titres
| A. | C'est écrit          | 5:50 |
| B. | J'ai peur de l'avion | 3:52 |

| A. | C'est écrit          | 5:50 |
| B. | J'ai peur de l'avion | 3:52 |

## Classements et certifications
| Classement (1989)                | Meilleure position |
| -------------------------------- | ------------------ |
| Europe (Eurochart Hot 100)       | 28                 |
| Europe (European Airplay Top 50) | 15                 |
| France (SNEP)                    | 6                  |
| France (Radios périphériques)    | 3                  |
| France (Radios FM)               | 1                  |
| Québec (Palmarès francophone)    | 4                  |

| Classement (1989) | Position |
| ----------------- | -------- |
| France (SNEP)     | 40       |

### Certifications
| Région                                                           | Certification | Ventes/Streams |
| ---------------------------------------------------------------- | ------------- | -------------- |
| France                                                           | Argent        | 200 000*       |
| *Ventes selon la certification xNon précisé par la certification |               |                |

## Historique de sortie
| Pays   | Date | Format        | Label |
| ------ | ---- | ------------- | ----- |
| France | 1989 | 45 tours      | CBS   |
| France | 1989 | CD single     | CBS   |
| France | 1989 | maxi 45 tours | CBS   |
| Canada | 1989 | 45 tours      | CBS   |

## Reprises
En 1998, Guy Béart enregistre un album de reprises intitulé Les Couleurs du temps, sorti à titre posthume en 2020, sur lequel figure une version de C'est écrit considérée par Anthony Martin de RTL comme une « pépite d'or ». En 1999, le chanteur MJ, de son vrai nom Jean-Marie Serele, enregistre une version R&B de C'est écrit ; sortie en single sous le label Sony, elle se classe en France pendant huit semaines dans le top 100 et culmine à la 41e place en janvier 2000,.